# Mozela
Mozela (fr. Moselle, niem. Mosel, luks. Musel) – rzeka płynąca przez Francję, Luksemburg i Niemcy, lewy dopływ Renu (drugi pod względem długości, po Mozie).
Długość Mozeli wynosi 544 km (313 km we Francji i 231 km w Niemczech), a powierzchnia dorzecza 28 153,28 km². Jej źródła znajdują się w południowych Wogezach we Francji, w okolicach przełęczy Col de Bussang. Następnie Mozela płynie przez Lotaryngię, wzdłuż granicy z Luksemburgiem i przez Niemcy, uchodząc do Renu w Koblencji.
Na mocy traktatu mozelskiego z 27 października 1956, zawartego między Francją, Luksemburgiem i Niemcami, w latach 1958–1964 została uregulowana na długości 270 km (odcinek od Metz do Koblencji), stając się głównym szlakiem żeglugowym dla statków o wyporności do 1500 ton, dając tym samym połączenie do Zagłębia Ruhry i portów Morza Północnego. W kolejnych etapach (do 1979 r.) uregulowano ją do Neuves-Maisons, wydłużając tym samym drogę wodną do długości 394 km. W trakcie prac zbudowano 28 stopni wodnych, a na 17 z nich zamontowano turbiny o łącznej mocy 209 megawat. Poprzez kanały Marna-Ren i Kanał Wschodni posiada połączenia z Saoną. Na odcinku od ujścia Saary (pod Trewirem) do Renu, Mozelą mogą żeglować barki o długości do 190 m, a powyżej ujścia Saary – do 175 m. Żeglowność rzeki dla dużych jednostek utrzymana jest na odcinku do Nancy. W latach 1992–1999 pogłębiono rzekę na odcinku od Richemontu do Koblencji. Mozela jest na pewnym odcinku rzeką graniczną między Niemcami a Luksemburgiem i stanowi jedyny śródlądowy szlak żeglowny tego drugiego państwa. W 2019 r. Mozelą przetransportowano 9,5 mln ton towarów (odnotowane na śluzie w Koblencji), 5,3 mln ton na śluzie w Apach i 5,6 mln ton na śluzie w Grevenmacher.
U zbiegu granic Niemiec, Luksemburga i Francji nad Mozelą leży luksemburska miejscowość Schengen, którą ze względu na jej symboliczne położenie wybrano jako miejsce podpisania traktatu znoszącego kontrolę na granicach w Unii Europejskiej. 
Dolina Mozeli, otoczona wzgórzami, na których znajdują się liczne winnice, jest znanym ośrodkiem produkcji win mozelskich, takich jak Riesling, Elbling, Müller-Thurgau i Kerner. W okolicach Cochem znajduje się najbardziej strome winne wzgórze w Europie Calmont, a okolice Bernkastel-Kues są sercem tego, określanego jako środkowa Mozela, regionu winiarskiego.

## Turystyka
Rzeka jest odwiedzana przez wielu kajakarzy, kanadyjkarzy, zwłaszcza podczas tygodniowych zamknięć śluz, które odbywają się co roku na początku lata - wówczas bez żeglugi handlowej.
Wzgórza nad doliną Mozeli zdobią liczne zamki i ruiny. Możliwe jest również zwiedzanie statkiem.
Nad Mozelą biegnie trasa wędrowna Moselsteig otwarta w 2014 r. o długości 365 km, zlokalizowana pomiędzy Perl i Koblencją. Wzdłuż Mozeli biegnie też ścieżka rowerowa Moselradweg od Perl do Koblencji o długości 248 km

## Główne dopływy Mozeli
- Meurthe
- Saara
- Ruwer

## Główne miejscowości nad Mozelą
- Toul
- Metz
- Thionville
- Trewir
- Bernkastel-Kues
- Traben-Trarbach
- Koblencja
- Schengen